# バッテリー (小説)
『バッテリー』は、あさのあつこによる日本の児童文学作品。教育画劇の創作文学（教育画劇）より1996年12月から2005年1月まで刊行された。また、文庫版が角川文庫・角川つばさ文庫（共に角川書店）から刊行された。文庫版では本編の続編となる『ラスト・イニング』が刊行された。1997年には第35回野間児童文芸賞を受賞。2016年7月時点でシリーズ累計発行部数は1000万部を突破している。
本作を原作とした漫画が柚庭千景により『月刊Asuka』で連載され、単行本が角川書店から発行されている。漫画は2010年を最後に長い間休載されていたが、2015年8月号より同誌にて連載が再開され、2016年に休載。同誌2021年2月号に再開され、同誌が隔月刊の『ASUKA』へとリニューアル後も連載され、2022年9月号にて完結。アニメ化・連載再開に伴い、表紙を一新し書き下ろしも収録された新装版が刊行された。
2000年にはNHK-FM「青春アドベンチャー」枠にてラジオドラマ化されている（全10話）ほか、2007年には林遣都の主演で映画化、さらに2008年4月からは中山優馬の主演でNHKにてテレビドラマ化された。
2016年7月より9月までフジテレビ「ノイタミナ」枠にてテレビアニメが放送された。
飛びぬけた才能と傲慢なまでの自信を持つピッチャー原田巧と、巧とバッテリーを組むキャッチャー永倉豪の1年間の物語。少年達の真剣な対峙と美しい背景描写、短いセンテンスでキレのいい文章が魅力。語りは三人称だが、感情描写の主体が場面ごとに変わり、それぞれの登場人物の心理を細かく表現している。
2022年6月4日から6月5日にKADOKAWA(主催)株式会社クールジャパントラベル(旅行企画･実施)から「作家あさのあつこと行く『バッテリー』聖地巡礼ツアーin岡山」一泊二日が開催された。ツアー内容は「1日目」岡山駅周辺集合後、美作市ほたる館（あさのあつこ資料館）、美作ラグビーサッカー場（横手二中との試合モデル地）、美作市立美作中学校（新田東中モデル地）、ザ・シロヤマテラス津山別邸、夕食、トークショー、サイン会「2日目」高田神社（巧と豪の出会い場所モデル地）、お食事処 西蔵にて昼食、勝山（横手モデル地）自自由行動、岡山駅周辺解散。トークショーでの内容は口外無用となっているが、公式タグ「＃あさのあつこツアー」でツアー参加者の感想などが閲覧出来る。

## あらすじ

### 本編
バッテリー I
主人公・原田巧の中学入学を前に、祖父のいる岡山県新田市に引っ越してきた原田一家。そこで巧はキャッチャーの永倉豪と出会い、実力を認めてバッテリーを組むことになる。ピッチャーとして絶対の自信を持ち、誰に対しても強烈な我を通そうとする巧と、その才能に戸惑いながら強く魅かれていく豪。運命に導かれたかのように、最高のバッテリーとしての2人の人生が始まっていく。
バッテリー II
新田東中学校に入った巧たちだったが、そこで待ち受けていたのは監督・戸村真の徹底的な管理野球だった。自分を貫くため周囲と衝突する巧と、そんな巧に戸惑い時に衝突しながらも、彼を信じ支える豪。徐々に巧の力を認めていく戸村監督。それをつまらなく思う副主将・展西ら一部の先輩により、巧は陰湿なイジメを受け、続く第2の事件により部活動も停止に追い込まれてしまう。
バッテリー III
部活動が再開するも、大きな試合を行うこともできないまま引退を迎える3年生のために、戸村監督が強豪・横手二中と練習試合をしたいと希望する。校長は相手にならないと却下したが、どうしても試合をしたいキャプテン・海音寺一希は、横手二中の天才スラッガー・門脇秀吾との縁をツテに、巧の球で門脇を圧倒すれば、試合が出来るはずだと提案する。1打席の勝負で、門脇を唸らせた巧だったが、豪は巧の球を捕球しきれずにいた。
バッテリー IV
実現された横手二中との練習試合にて、門脇の幼馴染で横手の5番打者・瑞垣俊二の一言で巧と豪のバッテリーは共倒れしてしまう。試合は中断されて決着はつかなかったものの、豪はキャッチャーとして球を捕り切れなかったと責任を感じ、部活でも巧を避け続けてしまう。一方、海音寺は、バッテリーを崩壊させた一因でもある瑞垣と、没収試合となってしまった試合をもう一度やり直す計画をたて始める。その裏で監督の戸村は、巧のキャッチャーを同じ1年生の吉貞伸弘にさせると言い出す。
バッテリー V
横手二中との試合を控え、練習に励む新田東中。巧と豪はキャッチボールを再開したものの、未だにすれ違ったままだったが、巧の球と内心は変化が訪れる。一方、元キャプテン・海音寺は横手二中の瑞垣と再試合の計画と駆け引きを続ける。瑞垣の天才・門脇に対する鬱屈した感情も垣間見え始め、3年生三者の関係も動き出す。そんな中、バッテリー練習をしていた巧らの前に、瑞垣が現れる。
バッテリー VI
3年生の卒業式を迎え、新田東中は、横手二中との再試合の日を迎えようとしていた。運命の再試合を迎え、両校の選手たちの想いが交錯する。巧と豪らバッテリーと相手の策士である瑞垣の胸中を慮る海音寺。天才と野球に対する制御できない感情に苛立ちながら、最後の野球を迎えようとする瑞垣。ただひたむきに、巧の球を打ちたいと願う門脇。そして、巧が、豪が、バッテリーが出した決断とは一体。

### 続編
ラストイニング
横手二中・瑞垣俊二が主人公を務める、バッテリーのその後の物語。高校生となり野球を辞めた瑞垣の視点で、最後の試合の後の門脇、巧や豪らバッテリー、周囲の人々のことが描かれる。野球から足を洗い進学校へ通う瑞垣は、通学途中にかつてのチームメイトである唐木恭介と再会する。いつも通り飄々と振る舞いやり過ごそうとする瑞垣に対し、唐木は門脇に会うよう説得する。

## 登場人物
※声の記述はテレビアニメ版 / ラジオドラマ版の順。1人だけの記述はテレビアニメ版。演の記述は映画版 / テレビドラマ版の順。1人だけの記述はテレビドラマ版。

### 主人公
原田 巧 (はらだ たくみ)
声 - 内山昂輝 / 宮野真守
演 - 林遣都、後藤聡（幼少） / 中山優馬
本作の主人公。中学1年生で、1年2組。ポジションはピッチャー。誰も認める天才投手。その才能を自覚し自負もあるが、毎朝5〜6kmのジョギングは欠かしたことはなく、努力も怠ったことはない。
中学生になったばかりということもあり現在は直球しか投げられないが、ストレートは威力・速度共に超高校級。球速は140km/h以上出ているとのこと。海音寺曰く、「生きた球」。その実力は元甲子園出場選手を打ち取るほど。今は身体が成長途中ということもあり、怪我を防ぐためにやたら変化球を覚えようとするのは祖父に止められているが、いずれはシンカー・カーブ・フォーク全てマスターするつもりらしい。対峙する打者が強ければ強いほど、球の威力も増す天性のピッチャーである。
誰もが認める圧倒的な天才であり、それがゆえに孤独でもある。プライドが高く、過剰なまでの自信を全く隠そうとしないため、周囲と衝突することが多い。やたらと他人に挑戦的にされたり、感動されたりする天性の何かを持っている。
小学生の頃所属していた少年野球チームは広島の「ホワイトタイガース」。
自分を取り繕ったり、妥協したりしない良くも悪くも真っ直ぐな性格で、何でも、誰からでも、真剣に発されたものなら正面から受け止める。人にたいしての愚痴は全くこぼさない。小学校4年生時点での一人称は「ぼく」だった。
自覚はないものの非常に弟思いであり、喧嘩して青波が姿を消したときには取り乱し、池に落ちてしまった。また野球をやりたいと訴える青波にそっけなく接しつつも、その内心では彼の真剣な想いを認めている。
新田で出会ったキャッチャー・豪の実力を認め、バッテリーを組む。当初は自らの剛速球を受け止められるキャッチャーとしての豪ばかりを重視していたが、喧嘩をしたりすれ違う中で、口下手で思うように言葉で伝えられていないが、キャッチャーから離れた豪とも関係を築きたいと思い始める。
細身の割に背が高く、1年生時点で167cm以上ある。新田東中1年2組のなかで最も身長が高い。母親譲りの美形であるためモテるらしく、バレンタインのチョコレート獲得数は1年生の中では彼が1位。甘いものは苦手だが、生クリームケーキとミルクティーは好物。
基本料理は作れるらしく、家族にも「おいしい」と褒められていた。
新田に引っ越してきた当初は、頑なで笑顔を見せることもやたらと喋ることもなかったが、豪や野球部1年生に対しては笑顔を覗かせ、冗談を口にすることも多い。天然ボケな一面もあり、岡山弁はまともに話せない。
永倉豪 (ながくら ごう)
声 - 畠中祐 / 二見史龍
演 - 山田健太 / 高田翔
本作の準主人公。中学1年生。ポジションはキャッチャー。中学時代、試合で巧の投球を見て以来、彼の球に魅了される。そして、巧が新田市に引っ越してきたのをきっかけに、彼とバッテリーを組むことになる。キャッチャーらしく、肩幅が広くがっちりした体格。現時点では180cm以上もあり、高校生によく間違われる。大病院の一人息子で、将来は後を継いでほしいと願っている母親からは、野球をやることを反対されている。
キャッチャーとしての実力は、天才である巧が認めるほどのものであり、巧は豪のサインに対して決して首を横に振らない。その絶対的な信頼は時に依存にもなり、どちらかが崩れれば共倒れする脆さもある。全国区の瑞垣にも「稀有なキャッチャー」と称される実力があり、本人もそれを自負してはいるが、いつか「天才」である巧に追いつけなくなることを内心ずっと恐れ続けていた。
温厚で、包容力があり他人への面倒見も良い。巧の弟である青波にもよく懐かれている。親馬鹿で何でもやってあげようとする母親への一種の反抗からか、何事もきっちりしていてそつがない。医者の跡取り息子なだけあり、成績も優秀で料理も得意。巧と同様まっすぐな性格でもあり、頑固な面も持っている。何事も中途半端に取り組むことができず常に全力であるが、それが災いして自分を追い込みすぎてしまうこともある。
当初は明るく、少年らしくあっけらかんとした性格だった。しかし横手二中との試合において、門脇に対する巧の一球と瑞垣の言葉により、巧の才能と成長にいつか追いつけなくなると確信してしまう。その瞬間から、野球に対して楽しい・嬉しい・面白いといった感情と疎遠になっていってしまい、黙々とプレーするようになる。そして、キャッチャーとして以外の豪とも関わろうとする巧とは対照的に、巧のキャッチャーであること自体に固執するようになる。

### 原田家
原田青波 (はらだ せいは)
声 - 藤巻勇威 / 田谷隼
演 - 鎗田晟裕 / 森本慎太郎
巧より3歳下の弟。小学4年生。小柄な体格。岡山弁で話す。
病弱で、激しい運動が出来ずにいる。病弱なことを同情されるのが嫌いである。野球をして声兄の巧に幼い頃から憧れを抱いており、新田市に引っ越した際自身も野球を始めた。祖父である洋三の見立てによると野球センスがあり、巧とキャッチボールや野球をした際も低めにコントロールされた良い球を投げることができており、ピッチャーとしての才覚も表している。
繊細かつ優しい性格で、兄の感情の変化にも敏感。その場の空気を和ませる癒し系である。
祖父似の穏やかな瞳の持ち主だが、怒っているときなどは、巧も退けるほどのきつい光をその瞳に宿す。
原田真紀子（はらだ まきこ）
声 - 乃神亜衣子 / 佐藤直子
演 - 天海祐希 / 斉藤由貴
巧と青波の母親。36歳。
甲子園監督だった父・洋三が、家庭よりも野球一筋だったのが原因で、野球嫌いになった。そのためつい巧にきつくあたったり、青波が野球を始めるのを止めようとしたこともある。
家族に愛情深く接するがゆえに、その家族のちょっとした変化に戸惑うことも多々ある。子供に特別でなくても良いからささやかに幸せに育って欲しいと願っている。
節子と幼なじみで、彼女と話すときは岡山弁になる。
原田広（はらだ ひろし）
声 - 小田敏充 / 石丸謙二郎
演 - 岸谷五朗 / 堀部圭亮
巧と青波の父親。やたらと転勤が多いサラリーマン。新田に来てから、地元のノンプロ（社会人野球）に入るように言われたが、断り、代わりにポスターを描いた。学生時代は美術部だった。
井岡洋三（いおか ようぞう）
声 - 宝亀克寿 / 八名信夫
演 - 菅原文太 / 石橋蓮司
真紀子の父親。原田家とは巧が中学に入る年から一緒に暮らすことになった。
新田高校を甲子園へ春4回・夏6回連れて行ったことで名監督として名が通っている。根っからの野球人だったが、妻の聖名子が余命僅かと宣告されたのをきっかけに新田高校の監督をやめる。昔は野球一筋で、あまり家庭のことを気にかけなかったため、娘である真紀子との仲は良くなかったが、一緒に住むようになって親子ゲンカしつつもそれを楽しんでいる。孫は2人とも等しく可愛く思っており、巧に野球の楽しさを知ってほしいと願っている。
巧らの監督である戸村真の恩師でもある。
井岡聖名子（いおか みなこ）
演 - 戸村美智子（映画）
洋三の妻。巧が3歳のときに亡くなった。
青波が生まれたばかりの頃に容態が悪く、真紀子も体調を崩していたため、巧は祖父母と短期間一緒に暮らしたことがある。

### 永倉家
永倉節子（ながくら せつこ）
声 - 生田善子
演 - 濱田マリ / 池谷のぶえ
豪の母親。旧姓は石岡。巧の母である真紀子の幼馴染。小太りでメガネをかけており、鼻の形と笑顔が豪にそっくり。
豪には実家を継いで医者になってほしいと願っている。結構涙もろく、1人息子に世話を焼きたがっている。
豪の父
名前は登場していない。
実家を継いで医者になってほしいとはあまり願っておらず、「自分の決めた事は最後までやりとおせ」と言っており、野球に対しては特に気にしていない様子。

### 新田東中学校野球部
守備力は全国ベスト4の横手二中を上回るほどで、確かな実力はある。しかし投手力が不足していたため、県大会どまりの中堅野球部だった。巧と豪のバッテリーにより総合的な力も急激に上がり、今では全国大会上位を狙える実力を持つ。

#### 1年生
東谷啓太（ひがしだに けいた）
声 - 石川界人 / 工藤幾未
演 - 太賀 / 松川尚瑠輝
豪の幼い頃からの友人。愛称は「ヒガシ」。クラスは豪と同じ1年4組。
新田スターズのときはファーストだったが、中学入学後は海音寺に憧れショートを希望している。沢口と特に仲が良く、よく一緒に行動している。
実家は「天満寿司」という寿司屋で、友達になるとタダで寿司が食べられるらしい。笑い上戸で、笑い始めるとしばらくは止まらない。時々話が意味深な方向に行く。驚くと話し方が敬語になる癖がある。
沢口文人（さわぐち ふみと）
声 - 村瀬歩 / 北川潤
演 - 米谷真一 / 永嶋柊吾
豪の幼い頃からの友人。愛称は「サワ」。クラスは巧と同じ1年2組。
新田スターズ時代はセカンドだったが、入部後はファーストについている。東谷と特に仲が良く、よく一緒に行動している。
小柄で耳が大きい。足も速いが、手も早く、頭に来るのも早い為、何かと短気なようであるが、優しく思いやりがある。その性格故に、巧と豪の緩衝材となることもある。小心者で幽霊と暗闇と監督の戸村が苦手。教師の小野薫子に憧れている。
実家は大きな農家だが、ちゃんと手伝いはしていないらしい。時期がくると友達を自身の家の苺狩りに誘っている。メリーさんという名前の羊を飼っており、そのメリーさんは何故か巧によく懐いた。
吉貞伸弘（よしさだ のぶひろ）
声 - 斉藤壮馬
少年野球チーム・元美都面ナインズのセンターで、4番バッターだった。愛称は「ヨシ」（瑞垣からは「クリノスケ」と呼ばれる）。
相当な自信家でナルシスト。おちゃらけた性格で、喋りすぎるところがあり、巧や沢口らに諌められることが多い。門脇曰く、瑞垣と口ではり合える奴。母が柔道の元国体選手ということもあり柔道の腕はなかなかに鮮やかで、小柄ながら身体能力に優れている。
ミートが抜群に上手く、野手の間をきれいに抜けるヒットを打つ。自称「ユーティリティプレイヤー」で攻守共に優れた逸材。1回目の横手二中との試合後、キャッチャーとして巧とバッテリーを組むよう戸村に指名される。
その実力と自信家な性格により、巧と豪が入部する前に真っ先に展西らに目をつけられ、証拠はないものの自転車のブレーキを壊されて骨折している。そのため、部の復帰は秋の紅白戦からとなった。
アホっぽい発言ばかりするが、人の本質をよく見ている。巧が豪とバッテリーを続けたがっていることを悟ってか、どうしようもない理由をつけて高槻のキャッチャーを志望した（映画、ドラマ版では登場しないため映画では沢口、ドラマでは東谷が一時キャッチャーをしていた）。
1年生時点ではまだレギュラー入りはしていないが、巧の球を零さず獲れるようになるなどキャッチャーとしての才覚も露わにしつつあり、かつて高槻のキャッチャーだった野々村にキャッチャーミットを託される。

#### 3年生
海音寺一希（かいおんじ かずき）
声 - 梅原裕一郎 / 松田健治
演 - 矢崎広 / 川村亮介
元キャプテン。ポジションはショートで4番打者。やや小柄な体格ながら打撃守備ともに優秀で、全国区の横手のショートである瑞垣に、自身に匹敵すると言わしめるほど。野球をこよなく愛し、自身もまた天才の巧や門脇ら以上に「野球の神様に最も愛されている男」とまで瑞垣に評される。
明朗快活かつ素直な性格で、リーダーシップもあり、巧曰く「人を惹きつける磁力がある」。成績も優秀で生徒会長も務めている。卒業式の時に後輩の女子から「海音寺さんに花束を渡す」と騒がれ、ドラマではチアリーダーらに名前入りの横断幕が掲げられるほど女子にモテる。しかし本人は全くモテる自覚はなく、むしろいきなり騒がれて「何を考えているのか分からない」という理由から女子が苦手らしい。東谷の憧れであり、巧にもそのひたむきな姿勢を「かっこいい」と称され、厳格な顧問の戸村にも深く信頼されており、老若男女問わず好かれ慕われる人物である。
前述のように品行方正な面が目立つ一方、裏では瑞垣から貰い煙草をしたり、過去には無免で原付に乗ったりしたこともある。瑞垣の門脇に対する鬱屈とした感情も見抜いており、無自覚ながら相手のスキを突く策士でもある。
監督の戸村から「自己評価が低すぎる」と称されるほど、自分の力は冷静に把握している。自身が「天才」でないことも自覚しており、巧や門脇を羨ましくも思うが、それ以上に天才である彼らと共にプレーできることを爽快だと考える。
鉄壁の三遊間コンビとしてサードの磯部とは特に親しい様子で、バッテリーを巡り意見が対立した際には、彼を「悠哉」と名前で呼んだ。
瑞垣とは敵校の参謀同士として言葉の応酬や心理戦を交わすも、海音寺自身は瑞垣と話をすること自体が面白いらしく、高校生になっても頻繁に電話をしている様子。
猫を飼っており、名前はテトラ（前足に縞模様があるため）。20歳と19歳の姉が二人おり、下の姉は「目が二重でぱっちりしていて、色も白く、ちょっとふっくらタイプ」で瑞垣の好みらしい。どちらも高校生の頃からの彼氏がいる。
展西詠司（のぶにし えいじ）
声 - 森嶋秀太 / 池田貴尉
演 - 木林宏朗俊 / 染谷将太
元副キャプテン。ポジションはキャッチャー。風紀委員長をしている。巧の実力と生意気な態度を疎ましく思っている。拷問に用いる得物はベルトである。また、その残虐性から「ベルトのエイジ」の異名を取り、部内外から恐れられている。そして戸村が巧の実力を認めたのを機に、緑川や奥平と共に、身を隠して証拠が残らぬよう集団リンチを行った。その後唯一それを目撃し、学校に知らせようとした沢口にリンチを加えようとした際、故意ではないが戸村に大怪我をさせてしまう。
野球をはじめ団体競技は好きでも嫌いでもなく、ただ生徒指導の戸村が監督を務めていることで、内申書の点数稼ぎにいいということを聞き野球部に入部しただけであった。野球をしていて楽しいと感じた瞬間もあったが苦痛の方が多かったとし、事件発覚を機に退部した。巧や戸村に対しては何も悪いと思ってはいなかったが、海音寺だけには罪悪感を感じており本心から謝って部を去った。
小説では「見事なニキビ面」とあり、漫画ではニキビ面に加えキャラ紹介の際など稀に眼鏡をかけ、アニメではハーフリムタイプの眼鏡をかけている。
磯部悠哉（いそべ ゆうや）
声 - 谷口淳志
演 - 田辺弘典
打順は3番でサード。鉄壁の三遊間コンビとして、海音寺と共に3年間野球をやってきた。掴みどころのない海音寺に対して、はっきりと意見することができる貴重なツッコミ役でもある。最終巻では、バッテリーを巡る思索から真っ向から海音寺と口論し、素が出たか定かではないが彼を「一希」と呼んだ。
情に厚く、非常に仲間意識思いな少年。巧と豪のバッテリー改造を画策する海音寺に対して、自らの投手経験から、巧がかわいそうだと反論する。自身らの大会停止の原因となった展西たちとも一緒に、最後まで全員で野球をやりたいと願っていた。
漫画版8巻の番外編「完全燃焼」では主役を務めている。野球帽の裏には「完全燃焼」と記しており、問題児である巧や部活動停止に追い込んだ展西らもひっくるめて、チームと野球を愛しており、その情熱はピカイチ。
猫を飼っており、名前はパパイヤ。年を取っておりエロいらしい。
緑川（みどりかわ）
声 - 今野陽太
演 - 結城洋平 / 布施紀行
3年生ピッチャー。3年間展西とバッテリーを組んできた。高槻と同じくサイドスロー。展西・奥平と共にリンチを行った。その後「展西が辞めるなら」と自分も退部した。
小坂辺（おさかべ）
ポジションはファースト。長身。横手戦では高槻が2番ファーストで出場したので、高槻にレギュラーを奪われた模様。
奥平（おくひら）
声 - 汐谷文康
演 - 安田大輝 / 登野城佑真
ポジションはセンター。展西と親しく、緑川と共に巧にリンチを行い、更に沢口にまでリンチを加えようとした。その後、展西と緑川と共に退部した。
大平（おおひら）
声 - 山口智大
ポジションはレフト。映画版には登場せず、巧にリンチを行ったのは展西・緑川・奥平の3人のみ。
逗子（ずし）
演 - 片山徳人
ポジションはセカンド。展西達とともに巧のリンチ事件に関わっていたが、映画版には登場しない。なお、その後退部はしていない。
吉本（よしもと）
演 - 高橋宗平
ポジションはライト。

#### 2年生
野々村旭良（ののむら あきら）
声 - 石井マーク
演 - 中村鷹人
海音寺たちが引退してからキャプテンとなる。キャッチャーだったが、体質上激しい運動をすると肩に炎症が起きてしまうため、自らグラウンドを降りマネージャーのような役割を引き受けた。キャッチャーをやめるまでは、高槻と1年間バッテリーを組んでいた。バッテリーを解消した後も、親友である高槻の相棒である。
やや饒舌で、聡明で気が長い性格。瑞垣曰く、その策士な性格を含めて、海音寺の後継者である。
横手二中との再試合の直前、自身のキャッチャーミットを、高槻とバッテリーを組むことになった吉貞に託す。試合に出ることはできなくても、野球と野球をするグラウンドを愛している。
高槻周平（たかつき しゅうへい）
声 - 八代拓
演 - 楠知樹 / 湯本訓明
寡黙で無愛想な口下手だが、決して強がりや見栄は張らず、嘘も綺麗ごとも口にしない真面目な性格。ポジションはピッチャー。サイドスローから投げられるクセの有る球が特徴。大きい当たりを打たれると崩れやすく、スタミナ不足が課題。打順は5番で、俊足の好打者。
急遽登板したマウンドで横手二中の3番を抑えるほど優秀な投手であったが、巧にマウンドとエースナンバーを渡しファーストにつく。控え投手として吉貞とバッテリーを組む。

#### 顧問
戸村真（とむら まこと）
声 - 郷田ほづみ / 松重豊
演 - 萩原聖人 / 千原ジュニア
野球部の監督で、通称・オトムライ。まだ若く精悍な風貌だが、威圧的で常に命令口調であり生徒からは恐れられ疎まれてもいる。その性質から、特に巧と衝突することが多い。数学教諭で3学年の学年主任。風紀委員会担当。現役時代のポジションはショートで高校生の時は新田高校に在学していた。
野球部で井岡洋三の指導を受けていた生徒の一人で、甲子園には出場が出来なかったので、井岡が引退した時は「自分たちが弱いから愛想を尽かしてやめた」と考えていた。
井岡曰く、野球が好きでたまらないという少年だったらしい。
徹底的な生徒の管理をする事をよしとしていたが、巧と出会い、生徒の力を信じ子供だからと侮るではなく尊重すべきということに気づき始める。以前は生徒の本質を見ようともせず、そのせいで展西らの反発を受けて野球部活動停止の要因ともなってしまったが、野球部再開後は生徒とも対話する描写も増え、優秀な指導者としての顔も見せ始める。吉貞の冗談にも付き合い、海音寺に対しても軽口を叩くなど、柔軟な一面も見せる。
右腕に傷跡があるが、噂では当時荒れていた新田東中の番長とサシで勝負してナイフで付けられた傷。腕を切られても平気で相手の腕を捻り上げたらしい。
小野曰く、ツナとそぼろのおにぎりが大好物。

### 新田東中学校生徒・教師
持ち物や服装についての校則はとても厳しく、校長のもと生徒の管理が徹底されている。
矢島繭（やじま まゆ）
声 - 石部里紗（ラジオドラマ）
演 - 蓮佛美沙子 / 宮﨑香蓮
巧のクラスメイトの女子。風紀委員であるが、友達の奈美子が風紀検査で泣かされたことに学校の制度に疑問を感じ、反発する。ショートカットで色が黒く、尖った顎に不釣り合いな大きな瞳が特徴。
繭という名前をコンプレックスに思っていたが、奈美子が綺麗な繭の糸を見せてくれてからは自分の名前が好きになりコンプレックスを克服した。
実写版では当作のヒロイン的ポジションとなっており、巧に想いを馳せている。漫画では卓球部、映画では軟式テニス部、ドラマでは和楽器バンド部に所属している。
杉本潤一（すぎもと じゅんいち）
巧のクラスメイト。
叶奈美子（かのう なみこ）
繭の友達で、豪と同じ4組の生徒。
井伊さつき（いい さつき）
新田東中2年生、高槻周平の彼女。家庭科関連の部活動に所属しており、野球部にクッキーの差し入れをしていた。吉貞曰く、美人らしい。
伊藤春奈（いとう はるな）
演 - 梶原ひかり
巧と同じ（ドラマでは豪と同じ）クラスの女子生徒。冬に豪に告白し一緒に出かけたこともあるものの、豪は上の空だったため、その後の関係は不明。
小野薫子（おの かおるこ）
声 - 平沼寧（ラジオドラマ）
演 - 上原美佐 / ちすん
4組の担任で、国語担当。豪と東谷の担任。24 - 25歳（サワ談）。
色白で目が大きく、髪が長い（映画ではポニーテール、ドラマ版ではボブカット、小説ではカチューシャなどをしていた）。その美貌から、「小野小町」に引っかけて、生徒たちからは「小町先生」と呼ばれている。
原作では卓球部の顧問（映画では軟式テニス部）をしており、サワの憧れている女性。その顔に似合わず芯が強く、戸村や校長にも物怖じせず自分の意見を述べる。
野球部、特に巧に興味を持っており、教師が感激屋でなくなったり生徒にときめかなくなったりしたら終わり、と思っている。何故か戸村の好みを熟知している。
草薙（くさなぎ）
声 - 竹内栄治
演 - 山田辰夫
巧や沢口の担任。気弱な性格。
井手（いで）
地理の担当。
高階（たかしな）
戸村の横の席に座っている。
嶋平（しまひら）
体育専科の先生。
校長先生
声 - 西村知道
新田東中の校長。野球好きだが、運動神経が鈍く身体もあまり強くなかったため出来なかったと語る。しかし、重なるところのある青波に否定された。

### 横手第二中学校
新田市よりも北に位置する横手市の中学校。野球部が全国4強の成績を残し、その知名度は全国区。野球部の試合日程は半年先まで決まっている。ユニフォームを脱ぐと性格の変わる選手が複数居る。
門脇 秀吾（かどわき しゅうご）
声 - 小野友樹
演 - 渡辺大 / 中村隆太
野球部の4番打者で、ポジションはレフト。甲子園常連校への推薦入学が決定していた天才スラッガー。生真面目で実直な性格で、その実力を鼻にかけることもせず、決して他人を侮ったり奢ったりしない「イイ奴」。
天才と称されるだけの事はあり、文字通りどこの高校に行っても即レギュラーになれると評判だった。全国大会でも敵と思える投手はいなく、ただトレーニングをし自らを高めるだけの野球に飽きを覚えていたほど。
ショートで5番を打つ瑞垣俊二とは幼馴染であり、彼からは「秀吾」と呼ばれている。瑞垣とは家族ぐるみの親しい関係で、赤ん坊の頃から兄弟同然に過ごしてきた。幼い頃から十年に一人出るかどうかの逸材と言われ、持てはやされた幼少期を過ごしたため、実力にそぐわない世間知らずだった。しかし、そんな自分に自惚れることもなかったのは、ずっと傍らに居た瑞垣の存在があるためとし、自分の才能に対してすごいものだとは思っていない。何でも器用にこなし頭が回る瑞垣のことを心から尊敬し信頼しているが、そのことが余計に瑞垣を苦しめている。ずっと傍らにいた瑞垣のことは何でも知っているつもりでいたが、瑞垣の自らに対する複雑な感情だけは気づくことはできないでいた。
推薦入学も決まり持て余したところ、同じく天才の巧の球と出会い、彼からホームランを打つことに過剰なまでに固執するようになる。そして瑞垣に新田東との練習試合を組めないかと頼み込み、ひたむきに巧との勝負のために努力を積み重ねる。
大柄な体格で大人びた容姿であるためか、青波に「おじちゃん」呼ばわりされた。本人はそのことを気にして、ショックを受けていた模様。
瑞垣 俊二（みずがき しゅんじ）
声 - 木村良平
演 - 関泰章 / 川原一馬
門脇秀吾とは幼なじみで、強豪・横手の5番打者。 ポジションはショート。門脇から「俊」と呼ばれ、他のメンバーからはおミズと呼ばれている。どちらかというと小柄であり、背中に蝶の形の痣がある。座右の銘は「テキトーに中途半端」で、本気になることを嫌う。
野球が好きと言う少年だったが、幼なじみとして圧倒的天才・門脇秀吾の一番傍にいたためコンプレックスを抱くようになり、非常に擦れた性格の持ち主となる。他人に感情を知られることを嫌い、頑なに自身の本心をさらけ出さない。そのため、常に飄々と振る舞い冷笑を浮かべている。
巧の球に魅了された門脇に頼まれたことで、海音寺と共に新田東との試合を画策する。門脇に対しては最高の舞台を用意する対価に、野球を辞める自身への餞別と称して本塁打を所望する。
門脇と同じ「天才」である巧に対しては、当初は「姫さん」と呼称してからかい倒し、その本心を隠していた。自身と同じ「天才」を身近に持った豪に対しては、その現実を突きつけて傷つけつつも、自らのことを踏まえて「原田（巧）から逃げたら後悔するぞ」と本音を覗かせた忠告を漏らす。
中学生であるが隠れて喫煙、飲酒をしている。古典が得意で、会話の中によく和歌や四字熟語を挟む（門脇や海音寺曰く「宇宙語」）。門脇からは高校はどこでも受かると称され、監督からは超進学校のテストですら半分寝ても余裕と言われるほど、頭脳明晰な秀才。
マヨネーズ料理が好きで、特に門脇の母親が作るマヨネーズコロッケが大好物。パンにマヨネーズをかけてこんがり焼いたものと、美人の泣き顔ほど好きな物はないと公言する。
最も好きな野球の世界の一番近くに門脇がいたことで、その複雑な感情に縛られることを良しとせず、門脇とも無理やり決別するために、中学で野球を辞める決意を固める。そのため、高校進学は野球推薦を蹴って、野球部のない進学校へ進んだ。
海音寺とは両校との試合に当たって、参謀同士として電話などで心理戦を繰り広げるも、自らの本心を見抜いてくる上に、野球に対する熱い思いをまっすぐに伝えてくる彼に振り回される。本人曰く、海音寺は門脇や原田よりへんてこでわかりづらく、得体が知れない相手。その反面、自分や門脇や原田や永倉よりも「野球の神様に愛されている」とも思っている。高校生になった後も、その関係は続いている様子。
ゴンゾウという名前の犬を飼っている。種類は雑種で老犬。ラスト・イニングでは「ゴンスケ」と呼び間違えていた。
続編「ラスト・イニング」では主人公を務め、高校生となった彼のその後や心境、彼から見た門脇や巧らバッテリーのその後が描かれている。
萩 雄途（はぎ ゆうと）
声 - バレッタ裕
マイペースで他人に影響される事に鈍い、瑞垣曰く「のほほん系」2年生ピッチャー。制球力抜群で、カーブが自慢だが決まらないことも多い。性格は素直で優しく、泣き虫である。幼馴染の城野曰く春の訪れがまだ寒いうちから解るらしく、自然の流れには敏感な様子。
城野とは保育園からの幼なじみで、彼のことを「たっちゃん」と呼んでいる。文庫版5巻の書きおろし「THE OTHER BATTERY」では城野と共に主役を務める。
相手投手のことを意識することがほとんどなく、試合で幾度も投げ合い県大会でぶつかる巧のことも、名前を出されても誰だか分からなかったほど。巧との実力差を自覚しながらも、ピッチャーとしてのプライドは持っており、チームとして勝ちたいという意志も確立している。
城野 達矢（じょうの たつや）
声 - 阿部大樹
2年生ながらスタメンキャッチャー。良くも悪くも真面目すぎる性格。瑞垣に心酔している。萩とは保育園からの幼なじみで、二人きりのときは彼のことを「雄途」と呼んでいる。二人でバッテリーを組んでいる。文庫版5巻の書きおろし「THE OTHER BATTERY」では萩と共に主役を務める。
全国大会では唯一2年生でスタメンを務めた実力を持ち、横手の次期4番で門脇らが引退したのちはキャプテンを務める。新田東のことを非常に意識しており、特に巧らバッテリーのことを過剰なまでに敵視していた。
榎本（えのもと）
声 - 増田俊樹
3年生のエースピッチャー。本格派の速球が武器。密かに肩を負傷していたため、それを見抜いていた瑞垣に、新田東との最後の試合出場は止められた。榎本が万全だったら「横手が全国制覇していた」と瑞垣に言わしめるほどの実力らしい。
唐木 恭介（からき きょうすけ）
声 - 白井悠介
俊足が自慢のサード。不動の1番打者。豆腐屋の息子でおっとりした性格。中学入学時、榎本から誘われたことで野球を始めた。
崎山（さきやま）
声 - 落合福嗣
3番ファースト。チームの中で一番大柄。体格のよさから、瑞垣からは軽く疎まれていた。
池辺（いけべ）
2番セカンド。カラオケでミニモニ。を歌う。変態的に納豆が好きらしい。
辻倉（つじくら）
ポジションはライト。
田岡（たおか）
ポジションはセンター。
阿藤 哲也（あとう てつや）
声 - 宮本誉之
演 - 塩見三省 / 小西博之
野球部の顧問で、数学教諭。
大学時代は神宮のマウンドにあがったらしく、ポジションはピッチャー。数学の教師。
瑞垣は、彼の選手を見下したような話し方や、名誉に拘る性格が好きではなかった。

### 新田スターズ
江藤彰（えとう あきら）
2番ライト。バントがうまい。巧の歓迎会にて彼に対し突っかかるなど短気な性格。また頭が良く、広島にある私立中学校へ進学のため新田から去った。映画・ドラマ版には出演なし
関谷（せきや）
新田スターズのエース。小学6年生。

### その他
瑞垣香夏（みずがき かな）
瑞垣俊二の妹。ラスト・イニング時では中学1年生。
彼女に対する周囲の意見からすると、なかなかの美人。さらりと長い髪をしており、6年生から伸ばしている。
電話越しでしか話したことのない海音寺に、淡い恋心を抱いている。
門脇から呼ばれている愛称は「カナッペ」。
瑞垣一臣（みずがき かずおみ）
高校2年生で、俊二と香夏の兄。
河合歌子（かわい うたこ）
演 - 中尾ミエ
洋三の幼馴染。青波の同級生（真晴：演 - 酒井一世）の祖母。

## 既刊一覧

### ハードカバー
- あさのあつこ（著） / 佐藤真紀子（イラスト）、教育画劇〈教育画劇の創作文学〉、全6巻
- 『バッテリー』1996年12月発行、ISBN 4-87692-581-X
- 『バッテリー II 1998年4月発行、ISBN 4-7746-0428-3
- 『バッテリー III 2000年4月発行、ISBN 4-7746-0470-4
- 『バッテリー IV』2001年9月発行、ISBN 4-7746-0517-4
- 『バッテリー V』2003年1月発行、ISBN 4-7746-0549-2
- 『バッテリー VI』2005年1月発行、ISBN 4-7746-0636-7

### 文庫版
- あさのあつこ（著） / 佐藤真紀子（イラスト）、角川書店〈角川文庫〉、全7巻
  - 『バッテリー』2003年12月25日発売[7]、ISBN 4-04-372101-3
  - 『バッテリー II』2004年6月25日発売[8]、ISBN 4-04-372102-1
  - 『バッテリー III』2004年12月25日発売[9]、ISBN 4-04-372103-X
  - 『バッテリー IV』2005年12月22日発売[10]、ISBN 4-04-372104-8
  - 『バッテリー V』2006年6月24日発売[11]、ISBN 4-04-372105-6
  - 『ラスト・イニング』2007年2月14日発売[12]、ISBN 978-4-04-873757-9
  - 『バッテリー VI』2007年4月5日発売[13]、ISBN 978-4-04-372106-1

### 新書版
- あさのあつこ（著） / 佐藤真紀子（イラスト）、角川書店〈角川つばさ文庫〉、全7巻
  - 『ラスト・イニング』2009年1月24日発売[14]、ISBN 978-4-04-372108-5
  - 『バッテリー』2010年6月18日発売[15]、ISBN 978-4-04-631100-9
  - 『バッテリー II』2010年8月9日発売[16]、ISBN 978-4-04-631113-9
  - 『バッテリー III』2010年12月13日発売[17]、ISBN 978-4-04-631133-7
  - 『バッテリー IV』2011年7月13日発売[18]、ISBN 978-4-04-631167-2
  - 『バッテリー V』2011年12月13日発売[19]、ISBN 978-4-04-631210-5
  - 『バッテリー VI』2012年4月12日発売[20]、ISBN 978-4-04-631235-8

### 漫画
物語は横手第二中学校との初試合前で完結している。
- あさのあつこ（原作） / 柚庭千景（作画） 『バッテリー』 角川書店→KADOKAWA〈あすかコミックス→角川コミックス〉、全10巻
  1. 2005年3月17日発売[21]、ISBN 4-04-924999-5
    - 「新装版」2016年3月24日発売[22]、ISBN 978-4-04-104073-7

  2. 2005年10月17日発売[23]、ISBN 4-04-925013-6
    - 「新装版」2016年3月24日発売[24]、ISBN 978-4-04-104074-4

  3. 2006年3月17日発売[25]、ISBN 4-04-925023-3
    - 「新装版」2016年3月24日発売[26]、ISBN 978-4-04-104075-1

  4. 2006年9月16日発売[27]、ISBN 4-04-925033-0
    - 「新装版」2016年4月26日発売[28]、ISBN 978-4-04-104076-8

  5. 2007年2月17日発売[29]、ISBN 978-4-04-925040-4
    - 「新装版」2016年4月26日発売[30]、ISBN 978-4-04-104077-5

  6. 2007年8月10日発売[31]、ISBN 978-4-04-925048-0
    - 「新装版」2016年5月26日発売[32]、ISBN 978-4-04-104078-2

  7. 2008年4月17日発売[33]、ISBN 978-4-04-925058-9
    - 「新装版」2016年5月26日発売[34]、ISBN 978-4-04-104079-9

  8. 2010年9月24日発売[35]、ISBN 978-4-04-925073-2
    - 「新装版」2016年6月25日発売[36]、ISBN 978-4-04-104080-5

  9. 2016年7月26日発売[37][38]、ISBN 978-4-04-104081-2
  10. 2023年2月22日発売[39]、ISBN 978-4-04-113282-1

## ラジオドラマ
青春アドベンチャー（NHK-FM）でラジオドラマ化。2000年4月17日 - 21日、24日 - 28日に全10話が放送された。

## 映画
2007年3月10日、全国東宝系で公開。主題歌は熊木杏里の「春の風」（キングレコード）(EN)。

### スタッフ
- 監督 - 滝田洋二郎
- 脚本 - 森下直
- 音楽 - 吉俣良
- 撮影 - 北信康
- 美術 - 磯見俊裕
- セット美術 - 馬場正男
- 照明 - 渡部嘉
- 録音 - 小野寺修
- 編集 - 冨田伸子
- 装飾 - 中込秀志
- 助監督 - 足立公良
- スクリプター - 森直子
- 音響効果 - 小島彩、伊藤進一
- 音楽編集 - 浅梨なおこ
- スタントコーディネーター - 柿添清
- 特別協賛 - 新日本石油
- CGI - オー・エル・エムデジタル、クレッセント
- ロケ協力 - 岡山県、岡山県フィルムコミッション協議会、岡山県中学校体育連盟野球部、美作市、高梁市、たかはしフイルム・コミッション、新見市、備前市、津山市、真庭市、倉敷市、岡山市、奈義町、西粟倉村　ほか
- 製作者 - 黒井和男
- 企画 - 信国一朗、島谷能成
- エグゼクティブプロデューサー - 井上文雄、濱名一哉
- プロデューサー - 岡田和則、岡田有正
- 製作プロダクション - 角川ヘラルド映画

### 他キャスト
- 良太 - 五十嵐真人
- 原田真紀子 - 天海祐希
- 校長先生 - 岸部一徳
- 稲村 - 嶋尾康史
- 浅野先生 - あさのあつこ

## テレビドラマ
NHKの新設連続ドラマ枠『ドラマ8』にて、2008年4月3日から6月12日まで放送していた。2008年1月中旬にクランクイン、千葉や岡山でのロケをおこなった。2009年2月25日にDVDボックスを発売。

### 他キャスト
- 有吉校長 - 北見敏之
- 稲村満男 - 駒田徳広
- 浅倉愛 - 剛力彩芽
- 藤井美佳 - 高田彩香
- 山田 - 清水貴紀
- 康太 - 大和田唯斗
- 健太 - 大和田凱斗

### 主題歌
- Mr.Children「少年」

### 放送日程
| 各回                                           | 放送日  | サブタイトル       | 視聴率 |
| ---------------------------------------------- | ------- | ------------------ | ------ |
| 第1回                                          | 4月03日 | 本気になれよ！     | 8.1%   |
| 第2回                                          | 4月10日 | 俺を信じろ！       | 9.6%   |
| 第3回                                          | 4月24日 | やつらを許さない！ | 7.2%   |
| 第4回                                          | 5月01日 | 俺は負けない！     | 8.3%   |
| 第5回                                          | 5月08日 | 野球は誰のもの？   | 5.9%   |
| 第6回                                          | 5月15日 | 怪物との勝負       | 8.7%   |
| 第7回                                          | 5月22日 | キャッチャー失格   | 7.7%   |
| 第8回                                          | 5月29日 | 心は届くのか？     | 7.7%   |
| 第9回                                          | 6月05日 | 勝負をつけろ！     | 7.8%   |
| 第10回                                         | 6月12日 | 俺たちの野球！     | 8.1%   |
| 平均視聴率7.9%（ビデオリサーチ調べ・関東地区） |         |                    |        |

### 不祥事
2008年1月20日に行われた千葉県南房総市の市立中学校でのロケ中、学校の駐車場にあった地元ナンバーの自動車3台が画面内に映り込むため、NHKのスタッフが持ち主に無断で紙製の岡山のナンバープレートを貼り付けて撮影していたが、撮影の終了後にそのうちの1台が偽のナンバープレートを貼られたまま駐車場から走り去っていたことが判明。翌21日に、ニュースを見た車の持ち主が警察署に名乗り出て解決したが、持ち主は自分の車のナンバープレートが細工されていたことには気づいていなかったという。
| NHK ドラマ8                       | NHK ドラマ8 | NHK ドラマ8  |
| 前番組                            | 番組名      | 次番組       |
| --------------------------------- | ----------- | ------------ |
| 枠設立前につき無し                | バッテリー  | 乙女のパンチ |
| NHK総合 木曜20時台                |             |              |
| 鞍馬天狗 【ここまで木曜時代劇枠】 | バッテリー  | 乙女のパンチ |

## テレビアニメ
2016年7月15日より9月23日まで、フジテレビの「ノイタミナ」枠にて放送された。アニメーション制作会社ゼロジーの初制作元請作品である。

### スタッフ（アニメ）
- 原作 - あさのあつこ「バッテリーシリーズ」（角川文庫刊）[6]
- 監督・脚本・音響監督 - 望月智充[6]
- キャラクター原案 - 志村貴子[6]
- キャラクターデザイン・総作画監督 - 草間英興[6]
- プロップデザイン - 横田和彦
- 美術監督 - 榊枝利行
- 色彩設計 - 古川篤史
- 撮影監督 - 川井朝美
- 編集 - 宇都宮正記
- 音楽プロデューサー - 佐野弘明、舩橋宗寛
- 音楽 - 千住明[6]
- 音楽制作 - フジパシフィックミュージック
- プロデューサー - 木村誠、丹羽将己
- アニメーションプロデューサー - 先川幸矢、宮城夢乃
- アニメーション制作 - ゼロジー[6]
- 制作 - アニメ「バッテリー」製作委員会（フジテレビジョン、アニプレックス、KADOKAWA、京楽産業ホールディングス、関西テレビ放送、電通）

### 主題歌（アニメ）
全編曲 - 小林武史 / 歌 - anderlust。
オープニングテーマ「いつかの自分」
作詞・作曲 - 小林武史、越野アンナ
エンディングテーマ
「明日、春が来たら」（第1話 - 第5話,第11話）
作詞 - 坂元裕二 / 作曲 - 日向大介
「若者のすべて」（第6話 - 第10話）
作詞・作曲 - 志村正彦

### 各話リスト
| 話数     | サブタイトル     | 絵コンテ | 演出       | 作画監督                            |
| -------- | ---------------- | -------- | ---------- | ----------------------------------- |
| 第一話   | 出会いの日       | 望月智充 | 鈴木薫     | 横田和彦、草間英興                  |
| 第二話   | 池のほとり       | 望月智充 | 宇都宮正記 | 中原清隆                            |
| 第三話   | いさかい         | 倉谷涼ー | 倉谷涼ー   | 藤田正幸、川島尚                    |
| 第四話   | グラウンドに立つ | 沖田宮奈 | 神戸洋行   | 小野田貴之                          |
| 第五話   | 密室の出来事     | 植田羊一 | 殿水敦子   | 柴田篤史、中原清隆                  |
| 第六話   | 強豪校への挑戦   | 加藤誠   | 加藤誠     | 森美幸、加藤里香                    |
| 第七話   | 対決の時         | 高本宣弘 | 深瀬重     | 徳倉栄一、馬場一樹 飯飼一幸         |
| 第八話   | 終わりの秋       | 熊本健士 | 宇都宮正記 | 横田和彦、山下敏成 川島尚、諸石美雪 |
| 第九話   | バックホーム     | 倉谷涼一 | 倉谷涼一   | 藤田正幸、南伸一郎                  |
| 第十話   | その日を再び     | 鈴木薫   | 鈴木薫     | 大森理恵、南雲紋 西村元秀、北村友幸 |
| 第十一話 | 二人の春         | 望月智充 | 望月智充   | 中原清隆、中武学 飯飼一幸           |

### 放送局
| 放送期間                | 放送時間                     | 放送局             | 対象地域       | 備考           |
| ----------------------- | ---------------------------- | ------------------ | -------------- | -------------- |
| 2016年7月15日 - 9月23日 | 金曜 0:55 - 1:25（木曜深夜） | フジテレビ         | 関東広域圏     | 製作委員会参加 |
|                         |                              | 岩手めんこいテレビ | 岩手県         |                |
|                         |                              | さくらんぼテレビ   | 山形県         |                |
|                         | 金曜 1:00 - 1:30（木曜深夜） | テレビ愛媛         | 愛媛県         |                |
|                         | 金曜 1:20 - 1:50（木曜深夜） | 秋田テレビ         | 秋田県         |                |
|                         | 金曜 1:35 - 2:05（木曜深夜） | テレビ静岡         | 静岡県         |                |
|                         | 金曜 1:45 - 2:15（木曜深夜） | 新潟総合テレビ     | 新潟県         |                |
|                         |                              | テレビくまもと     | 熊本県         |                |
|                         | 金曜 1:55 - 2:25（木曜深夜） | 福島テレビ         | 福島県         |                |
|                         |                              | 関西テレビ         | 近畿広域圏     | 製作委員会参加 |
|                         |                              | テレビ西日本       | 福岡県         |                |
|                         | 金曜 2:00 - 2:30（木曜深夜） | テレビ新広島       | 広島県         |                |
|                         | 金曜 2:10 - 2:40（木曜深夜） | 仙台放送           | 宮城県         |                |
|                         | 金曜 2:20 - 2:50（木曜深夜） | 東海テレビ         | 中京広域圏     |                |
|                         | 金曜 2:05 - 2:35（木曜深夜） | 鹿児島テレビ       | 鹿児島県       |                |
| 2016年7月16日 - 9月24日 | 土曜 0:55 - 1:25（金曜深夜） | サガテレビ         | 佐賀県         |                |
| 2016年7月20日 - 10月5日 | 水曜 1:55 - 2:25（火曜深夜） | 長野放送           | 長野県         |                |
| 2016年7月25日 - 10月3日 | 月曜 1:35 - 2:05（日曜深夜） | 岡山放送           | 岡山県・香川県 |                |

| 配信期間                | 配信時間                  | 配信サイト             | 備考                                 |
| ----------------------- | ------------------------- | ---------------------- | ------------------------------------ |
| 2016年7月15日 - 9月23日 | 金曜 3:00（木曜深夜）更新 | Amazonプライム・ビデオ | 第1話は7月14日（木）0:00から先行配信 |

### BD / DVD
| 巻 | 発売日         | 収録話          | 規格品番      | 規格品番      |
| 巻 | 発売日         | 収録話          | BD限定版      | DVD限定版     |
| -- | -------------- | --------------- | ------------- | ------------- |
| 1  | 2016年9月14日  | 第1話           | ANZX-12581/2  | ANZB-12581/2  |
| 2  | 2016年10月19日 | 第2話 - 第3話   | ANZX-12583/4  | ANZB-12583/4  |
| 3  | 2016年11月16日 | 第4話 - 第5話   | ANZX-12585/6  | ANZB-12585/6  |
| 4  | 2016年12月14日 | 第6話 - 第7話   | ANZX-12587/8  | ANZB-12587/8  |
| 5  | 2017年1月18日  | 第8話 - 第9話   | ANZX-12589/90 | ANZB-12589/90 |
| 6  | 2017年2月15日  | 第10話 - 第11話 | ANZX-12591/2  | ANZB-12591/2  |

| フジテレビ ノイタミナ | フジテレビ ノイタミナ | フジテレビ ノイタミナ |
| 前番組                | 番組名                | 次番組                |
| --------------------- | --------------------- | --------------------- |
| 甲鉄城のカバネリ      | バッテリー            | 舟を編む              |